# Offenberg
Offenberg település Németországban, azon belül Bajorországban. Lakosainak száma 3392 fő (2023. december 31.). Offenberg Stephansposching, Metten, Bernried, Schwarzach, Niederwinkling és Mariaposching községekkel határos.

## Népesség
A település népessége az elmúlt időszakban az alábbi módon változott:
| Lakosok száma | 746  | 1142 | 1749 | 2726 | 3262 | 3284 | 3362 | 3362 | 3386 | 3392 |
|               | 1875 | 1950 | 1975 | 1987 | 2012 | 2014 | 2016 | 2017 | 2021 | 2023 |